# Waldemar Heger
Waldemar Theodor Heger (auch Valdemar oder Willibald Heger, eigentlich Vlado Heger; * 31. Mai 1919 in Osijek, Königreich der Serben, Kroaten und Slowenen; † 12. Juli 2007 in Tillmitsch, Österreich) war ein Angehöriger der nationalsozialistischen Einsatzstaffel der Deutschen Mannschaft, einer bewaffneten Formation der Jugoslawiendeutschen während des Zweiten Weltkrieges. Als solcher war Heger der stellvertretende Kommandant seines Bruders Karl Heger des für Frauen und Kinder eingerichteten Konzentrationslagers Loborgrad im faschistischen Unabhängigen Staat Kroatien (NDH). Im KZ Loborgrad waren hauptsächlich Serbinnen und Jüdinnen, darunter auch Schwangere, sowie deren Kinder und Säuglinge untergebracht.